# Périgny (Charente-Maritime)
Périgny ist eine französische Gemeinde im Département Charente-Maritime in der Region Nouvelle-Aquitaine. Sie gehört zum Arrondissement La Rochelle und zum Kanton Aytré. Die Bewohner nennen sich Pérignaciens oder Pérignaciennes.

## Geographie
Die Gemeinde liegt im Ballungsraum östlich von La Rochelle. Nachbargemeinden sind
- Dompierre-sur-Mer im Norden,
- Bourgneuf im Nordosten,
- Montroy im Osten,
- Saint-Rogatien im Südosten,
- Aytré im Südwesten,
- La Rochelle im Westen und
- Puilboreau im Nordwesten.

Das Gemeindegebiet wird vom Canal de Marans à La Rochelle durchquert.

## Bevölkerungsentwicklung
| Jahr      | 1968 | 1975 | 1982 | 1990 | 1999 | 2006 | 2016 |
| Einwohner | 1737 | 2445 | 3455 | 4129 | 6003 | 6623 | 8281 |

## Sehenswürdigkeiten

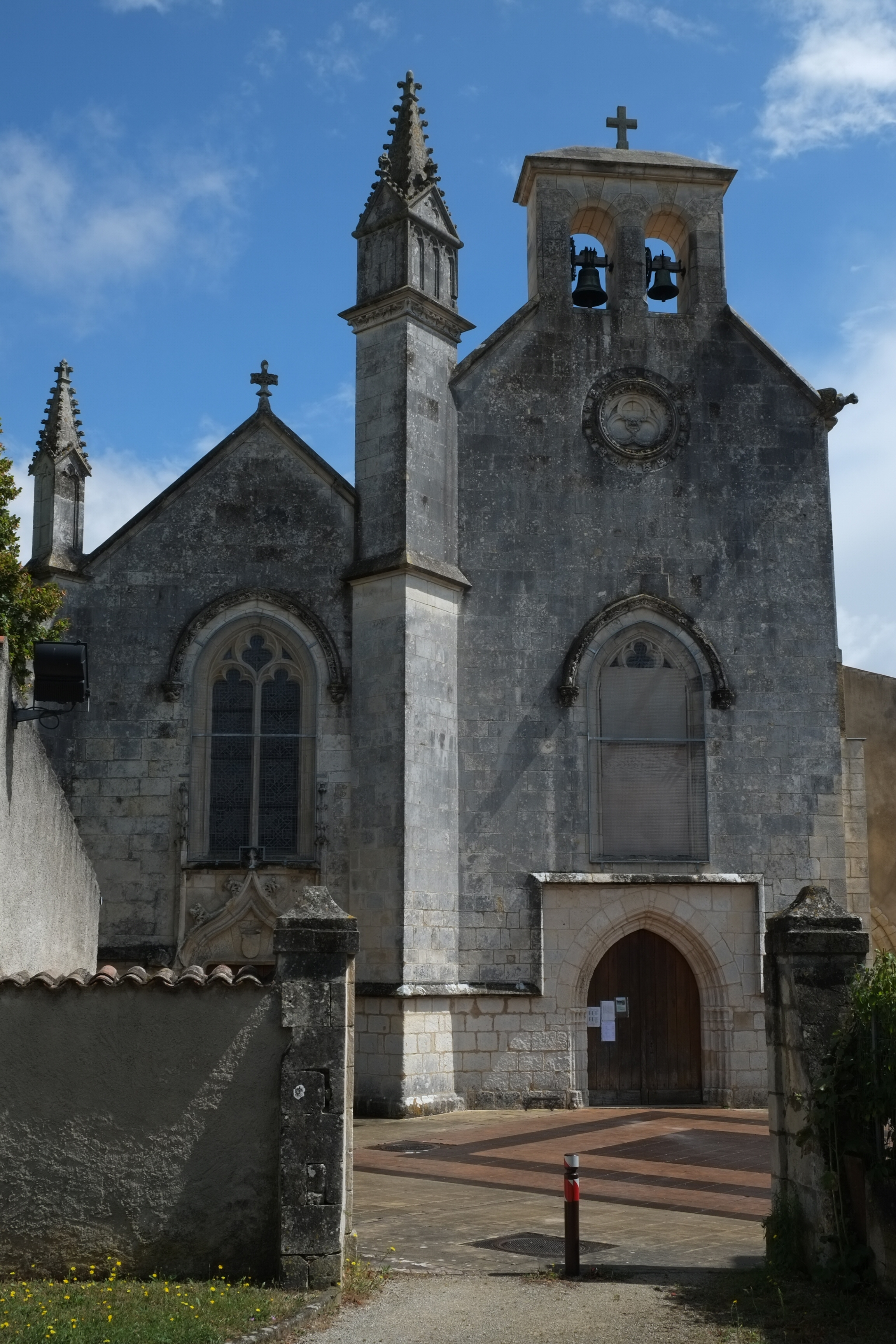
Kirche Saint-Cybard

Siehe auch: Liste der Monuments historiques in Périgny (Charente-Maritime)
- Kirche Saint-Cybard aus dem 13. Jahrhundert, Monument historique[1]
- Château de Périgny, Schloss aus dem 18. Jahrhundert